# Neath Port Talbot
Castell-nedd Port Talbot
Neath Port Talbot (appellation anglaise), ou Castell-nedd Port Talbot (appellation galloise), initialement nommé Neath and Port Talbot en anglais et Castell-nedd a Phort Talbot en gallois, est un borough de comté situé dans le sud du pays de Galles. La ville de Port Talbot en est le centre administratif.

## Communautés
| Nom anglais          | Nom gallois           | Superficie (km2) | Population (2011) | Remarques                                                                                               |
| -------------------- | --------------------- | ---------------- | ----------------- | --- |
| Aberavon             | Aberafan              | 2,25             | 5 452             | Ville.                                                                                                  |
| Baglan               | Baglan                | 9,02             | 6 819             | |
| Baglan Bay (en)      | Bae Baglan            | —                | —                 | |
| Baglan Moors         | Rhos Baglan           | —                | —                 | Créée en 2016 à partir d'Aberavon.                                                                      |
| Blaengwrach          | Blaengwrach           | 14,66            | 1 141             | |
| Blaenhonddan         | Blaenhonddan          | 21,29            | 12 151            | |
| Briton Ferry         | Llansawel             | 7,82             | 5 911             | Ville.                                                                                                  |
| Bryn                 | Bryn                  | 13,13            | 923               | |
| Cilybebyll           | Cilybebyll            | 20,62            | 4 769             | |
| Clyne and Melincourt | Y Clun a Melin-cwrt   | 9,36             | 819               | Comprend Clyne (en) et Melincourt (cy).                                                                 |
| Coedffranc           | Coed-ffranc           | 16,13            | 9 053             | |
| Crynant              | Y Creunant            | 21,70            | 1 910             | |
| Cwmafan              | Cwmafan               | 10,03            | 5 615             | |
| Cwmllynfell          | Cwmllynfell           | 9,30             | 1 172             | |
| Cymer and Glyncorrwg | Cymer a Glyncorrwg    | —                | —                 | Créée en 2021 à partir de Glyncorrwg (en). Comprend Cymmer (en)                                         |
| Dyffryn Clydach      | Dyffryn Clydach       | 6,89             | 3 162             | |
| Glynneath            | Glyn-nedd             | 26,19            | 4 278             | Ville.                                                                                                  |
| Gwaun-Cae-Gurwen     | Gwauncaegurwen        | 13,65            | 4 240             | |
| Gwynfi and Croeserw  | Gwynfi a Chroeserw    | —                | —                 | Créée en 2021 à partir de Glyncorrwg (en). Comprend Abergwynfi (en), Blaengwynfi (en) et Croeserw (en). |
| Margam               | Margam                | 49,12            | 3 017             | |
| Neath                | Castell-nedd          | 10,17            | 19 258            | Ville.                                                                                                  |
| Onllwyn              | Onllwyn               | 10,83            | 1 194             | |
| Pelenna              | Pelenna               | 20,01            | 1 152             | |
| Pontardawe           | Pontardawe            | 30,95            | 6 832             | Ville.                                                                                                  |
| Port Talbot          | Port Talbot           | 3,93             | 5 641             | Ville.                                                                                                  |
| Resolven             | Resolfen              | 20,39            | 2 316             | |
| Sandfields East      | Dwyrain Traethmelyn   | 1,67             | 6 895             | |
| Sandfields West      | Gorllewin Traethmelyn | 1,72             | 6 725             | |
| Seven Sisters        | Blaendulais           | 11,65            | 2 123             | |
| Taibach              | Taibach               | 5,51             | 4 799             | |
| Tonna                | Tonnau                | 7,55             | 2 499             | |
| Ystalyfera           | Ystalyfera            | 9,77             | 4 663             | |

## Jumelages

### Jumelages du borough de comté
Le borough de comté de Neath Port Talbot est jumelé avec :
- Albacete (Espagne) Originellement avec Neath.
- Bagneux (Hauts-de-Seine) (France) Originellement avec Port Talbot.
- Esslingen am Neckar (Allemagne) depuis 1958 Originellement avec Neath.
- Heilbronn (Allemagne) Originellement avec Port Talbot.
- Piotrków Trybunalski (Pologne)
- Schiedam (Pays-Bas) Originellement avec Neath.
- Udine (Italie) Originellement avec Neath.
- Velenje (Slovénie) Originellement avec Neath.
- Vienne (France) Originellement avec Neath.

### Jumelage de communautés
Glynneath est une communauté faisant partie du borough de comté de Neath Port Talbot. Elle est jumelée avec : 
- Pont-Évêque (France)

Pontardawe est une communauté faisant partie du borough de comté de Neath Port Talbot. Elle est jumelée avec : 
- Locminé (France)